# Marvel Disk Wars: The Avengers
Marvel Disk Wars: The Avengers (ディスク・ウォーズ：アベンジャーズ, Disuku Wōzu: Abenjāzu) is een Japanse animeserie van Toei Animation en Walt Disney Japan, gebaseerd op de superhelden van Marvel Comics. De serie liep van 2 april 2014 t/m 25 maart 2015, met een totaal van 51 afleveringen. 
Marvel Disk Wars: The Avengers is het derde samenwerkingsproject tussen Toei Company en Marvel, na de tokusatsuserie Spider-Man en de animefilm The Tomb of Dracula. Tevens is het de vierde animatieserie gebaseerd op het superheldenteam De Vergelders. De anime valt in het Shonen-genre en is voornamelijk gericht op jongens in de leeftijd 6 – 12 jaar.

## Plot
Tony Stark heeft samen met de Japanse wetenschapper Dr. Nozomu Akatsuki een nieuwe uitvinding gedaan:  de Digital Identity Securement Kit, of kortweg DISKs. Deze DISKs zijn elektronische miniatuurgevangenissen die het opsluiten en rehabiliteren van superschurken moeten vergemakkelijken. Alleen iemand die over de bij een disk horende biocode bezit kan nadien de in de DISK gevangen schurken weer tijdelijk vrijlaten.
Tijdens de presentatie van zijn uitvinding, waar een groot deel van de superheldengemeenschap bij aanwezig is, duikt Loki plots op. Hij steelt de DISKs en gebruikt ze om de vergelders, Iron Man, Captain America, Thor, Wasp, en Hulk gevangen te zetten. Tevens laat hij de reeds gevangen superschurken weer vrij. In de chaos krijgen Dr. Nozomu’s zonen Akira en Hikaru, en drie andere kinderen genaamd Edward, Chris en Jessica, de biocodes die nodig zijn om de gevangen Vergelders tijdelijk uit hun DISKs te laten. Daarmee krijgen ze nu ook de taak om samen met de Avengers Loki te stoppen en alle schurken weer te vangen, daarbij gesteund door de nog wel vrije helden zoals de X-Men en Spider-Man. 

## Originele personages
De volgende personages zijn voor de Anime erbij bedacht en niet overgenomen uit de werken van Marvel Comics.

### Protagonisten
Akira Akatsuki (アキラ・アカツキ)de jongste zoon van Dr. Nozomu en partner van Iron Man. Hij is zorgeloos en heeft een sterk gevoel voor rechtvaardigheid, maar kan vaak impulsief overkomen.
Hikaru Akatsuki (ヒカル・アカツキ)de oudste zoon van Dr. Nozomu, en in tegenstelling tot zijn jongere broer juist een rustige en teruggetrokken jongen. Tevens is hij de verstandigste van de vijf kinderen.  Hij is de partner van Thor.
Edward Grant (エドワード・グラント, Edowādo Guranto)de jongste van de vijf kinderen. Hij is een groot van van superhelden, met name Captain America, en bezit dan ook veel kennis over vrijwel alle helden en schurken die het team tijdens hun avonturen tegenkomen. Zijn partner is De Hulk.
Chris Taylor (クリス・テイラー, Kurisu Teirā)De oudste van de vijf kinderen. Hij is cynisch en doet zich graag stoerder voor dan hij eigenlijk is. Dit vooral omdat hij zich af wil zetten tegen zijn ouders, die erg hoge verwachtingen van hem koesteren. Hij is de partner van Captain America, die hem geregeld vergelijkt met zijn vorige jonge helper Bucky.
Jessica Shannon (ジェシカ・シャノン, Jeshika Shanon)het enige meisje in de groep. Ze komt uit een rijke Frankse familie, is naïef en soms zelfzuchtig. Ze is de partner van Wasp.

### Antagonisten
De Celebrity Five: vijf mensen die voor Loki werken, en net als Akira en zijn vrienden over biocodes beschikken waarmee ze gevangen helden en schurken tijdelijk weer vrij kunnen laten. Ze doen dienst als tegenpolen van de protagonisten. De groep bestaat uit:
- Tim Gillian: een wetenschapper die namens Loki was geïnfiltreerd in S.H.I.E.L.D..
- Rosetta Riley: een journaliste die de gevechten tussen de helden en schurken gebruik om zichzelf steeds een primeur te geven en zo aan haar carrière te werken.
- Joel Murphy: een beroemde rockster.
- Manino Giordani: een kok.
- Ōkuma Jubei.

## Marvel Comics-personages
De volgende personages van Marvel maken hun opwachting in de serie.
Avengers
- Iron Man
- Captain America
- Wasp
- Thor
- Hulk

X-Men
- Wolverine
- Professor X
- Cyclops
- Beast
- Storm
- Iceman
- Colossus
- Surge

Andere helden
- Spider-Man
- De Guardians of the Galaxy
- Hawkeye
- Black Widow
- Punisher
- Deadpool
- War Machine
- Dr. Strange
- Iron Fist
- Sunfire
- Falcon
- Black Panther
- Nick Fury
- Power Man
- Giant Man
- Jocasta
- Phil Coulson
- Blade

Primaire Schurken
- Loki
- Dormammu
- Red Skull

Andere schurken
- M.O.D.O.K.
- Dr. Octopus
- Crimson Dynamo
- Whiplash
- Wizard
- Ultron
- Blizzard
- Iron Monger
- Diablo
- Graviton
- Destroyers
- Magneto
- Green Goblin
- Baron Zemo
- Whirlwind
- Silver Samurai
- Mystique
- Crossbones
- Baron Blood
- Abomination
- Absorbing Man
- Juggernaut
- Wrecking Crew
- Venom
- Bi-Beast
- King Cobra
- Tiger Shark
- Cottonmouth
- Lizard
- Diamondback
- Sabretooth
- Predator X
- Ronan the Accuser
- Mindless Ones